# Trio per a piano núm. 3 (Brahms)
El Trio per a piano núm. 3 en do menor, Op. 101, de Johannes Brahms està instrumentat per a piano, violí i violoncel. Fou compost l'estiu de 1886 mentre Brahms passava les vacances a Hofstetten, Suïssa. Va ser estrenat el 20 de desembre d'aquell any amb Brahms al piano, el violinista Jenő Hubay, i el violoncel·lista David Popper.
El trio consta de quatre moviments:
1. Allegro energico
2. Presto non assai
3. Andante grazioso
4. Finale: Allegro molto

El primer moviment, en do menor, està organitzat en la forma sonata.
El segon moviment, també en do menor, està en forma ternària. Aquest moviment agafa la forma d'un intermezzo, en lloc del tradicional scherzo més un trio.
El tercer moviment, en la tonalitat de do major, també està en forma ternària. Aquest moviment implica canvis en la mètrica, amb alternança de tipus de compàs: 3/4 i 2/4, així com 9/8 i 6/8.
El quart moviment torna a estar en do menor i, com el primer moviment, té la forma sonata. El final està en la tonalitat de do major.

## Discografia
- Trios per a piano i corda núms. 1, 2, 3, Julius Katchen, Josef Suk, János Starker, Decca
- Trios per a piano i corda núms. 1, 2, 3, Eugene Istomin, Isaac Stern, Leonard Rose CBS